# Mirotice
Mirotice är en stad i Tjeckien.   Den ligger i regionen Södra Böhmen, i den centrala delen av landet, 80 km söder om huvudstaden Prag. Mirotice ligger 420 meter över havet och antalet invånare är 1 114.
Terrängen runt Mirotice är huvudsakligen platt. Mirotice ligger nere i en dal. Runt Mirotice är det ganska glesbefolkat, med 22 invånare per kvadratkilometer. Närmaste större samhälle är Písek, 15,6 km sydost om Mirotice. Omgivningarna runt Mirotice är en mosaik av jordbruksmark och naturlig växtlighet.